# Wise Guys
« Wise Guys » redirige ici. Pour les autres significations, voir Wise Guys (homonymie).
Les Wise Guys sont un groupe allemand a cappella, actif entre 1990 et 2017. Formé au début des années 1990, ce groupe devient progressivement la référence allemande en matière de musique a cappella.

## Histoire

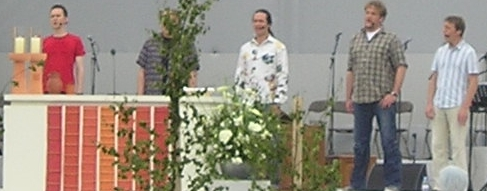
Congrès de l'église protestant d'Allemagne, en 2007.

Les Wise Guys commencent à chanter ensemble au milieu des années 1980, dans un gymnase de Cologne, le Hildegard-von-Bingen, à l'occasion de fêtes étudiantes. Certains de leurs enseignants les auraient qualifiés de Besserwisser (les pédants, crâneurs ou donneurs de leçons), d'où le nom du groupe,,.
Le groupe devient de plus en plus populaire outre-Rhin, en témoigne l'entrée de leur dernier album, Radio, directement à la 3e place des charts allemands, derrière les Red Hot Chili Peppers et Silbermond. Leurs tournées se font maintenant dans toute l'Allemagne et même au-delà de leurs frontières. En 2002, ils donnèrent des concerts aux États-Unis et au Canada, en 2005 en Pologne et en 2006 à Londres. Lors de leurs tournées, ils donnent quatre grands concerts en plein air et en 2002 ils se produisirent devant plus de 16 000 spectateurs.
En décembre 2008, Clemens Tewinkel quitte le groupe pour des raisons professionnelles ; le ténor Nils Olfert, qui chantait jusqu'alors dans le groupe Tiffany de Kiel, lui succède. En janvier 2010, l'album Klassenfahrt sort. Il se classe à la deuxième place du hit-parade allemand des albums Media-Control et à la 48e place du hit-parade autrichien, atteignant ainsi dans ces deux pays les meilleurs classements du groupe à ce jour. Depuis 2010, les Wise Guys se produisent en partie en compagnie du groupe Jördis Tielsch. En 2011, le groupe rejoint Universal Music Group. En janvier 2011, les Wise Guys reçoivent leur deuxième disque d'or pour avoir vendu plus de 100 000 exemplaires de l'album Wo der Pfeffer wächst, qui est sorti plus de six ans auparavant. Le 17 août 2012, deux autres disques d'or sont décernés aux Wise Guys par leur ancien label Pavement Records pour les albums Radio (2006) et Klassenfahrt (2010).
En mai 2012, l'album Zwei Welten sort en version a cappella et en septembre dans une version pop avec accompagnement instrumental. Ce double album vaut aux Wise Guys leur cinquième disque d'or en décembre 2012. En 2012, Ferenc Husta a déclaré qu'il quittait le groupe à la fin de l'année. Andrea Figallo le remplace au début de l'année 2013. En mars 2013, les Wise Guys reçoivent l'Echo dans la catégorie « crossover » pour l'album Zwei Welten. Après le scandale de la cérémonie de l'Echo 2018, les membres Dickopf, Olfert et Hüneke rendent le prix en signe de protestation,.
Contrairement à ce qui se faisait jusqu'à présent, les Wise Guys mettent fin à la tournée Zwei-Welten-Tour au bout d'un an seulement, au lieu de deux auparavant, et partent en 2013 et 2014 avec le programme Antidepressivum. Ce dernier ne donne pas lieu à la publication d'un album, mais seulement au téléchargement d'un single avec la chanson-titre. L'album Achterbahn, que Figallo auto-produit, sort en septembre 2014 et contient également quelques chansons de la tournée Antidepressivum précédente. La tournée Achterbahn ne dure également qu'un an, jusqu'à la sortie du nouvel album Läuft bei euch le 4 septembre 2015. 
Ils se séparent en 2017.

## Style musical
Ils se définissent comme un groupe pop, mais leurs influences jazz, swing, rock et parfois même reggae enrichissent leur musique. La grande majorité de leurs chansons sont écrites en allemand, le plus souvent par Daniel Dickopf. On en retrouve cependant au moins une en français sur chacun des albums du groupe (sauf Ganz weit vorne, Live). Les Wise Guys reprennent notamment Goldeneye, l'un des succès de Tina Turner.

## Membres
- Daniel Dickopf (Dän) - chant (baryton, percussions vocales) auteur, arrangement
- Edzard Hüneke (Eddi) - chant (ténor), arrangement
- Marc Sahr (Sari) - chant (baryton)
- Nils Olfert - chant (ténor)[12]
- Björn Sterzenbach - chant (basse et percussions vocales)

En 1995, Ferenc Husta remplace Christoph Tettinger, devenu plus tard producteur du groupe. En 2009, Nils Olfert remplace Clemens Tewinkel. En 2013, Andrea Figallo remplace Ferenc Husta. En 2016, Björn Sterzenbach remplace Andrea Figallo.

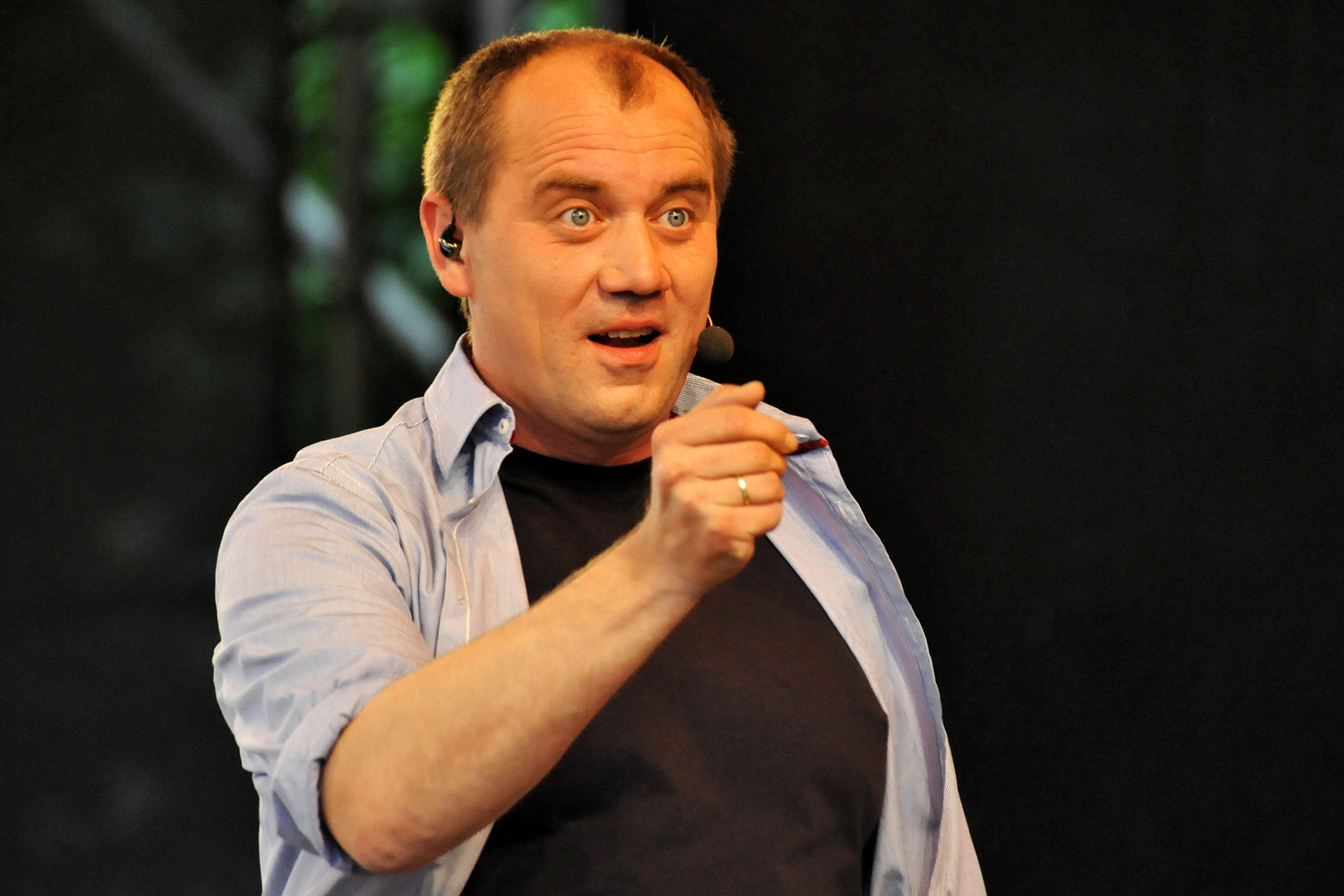
Ferenc Husta.
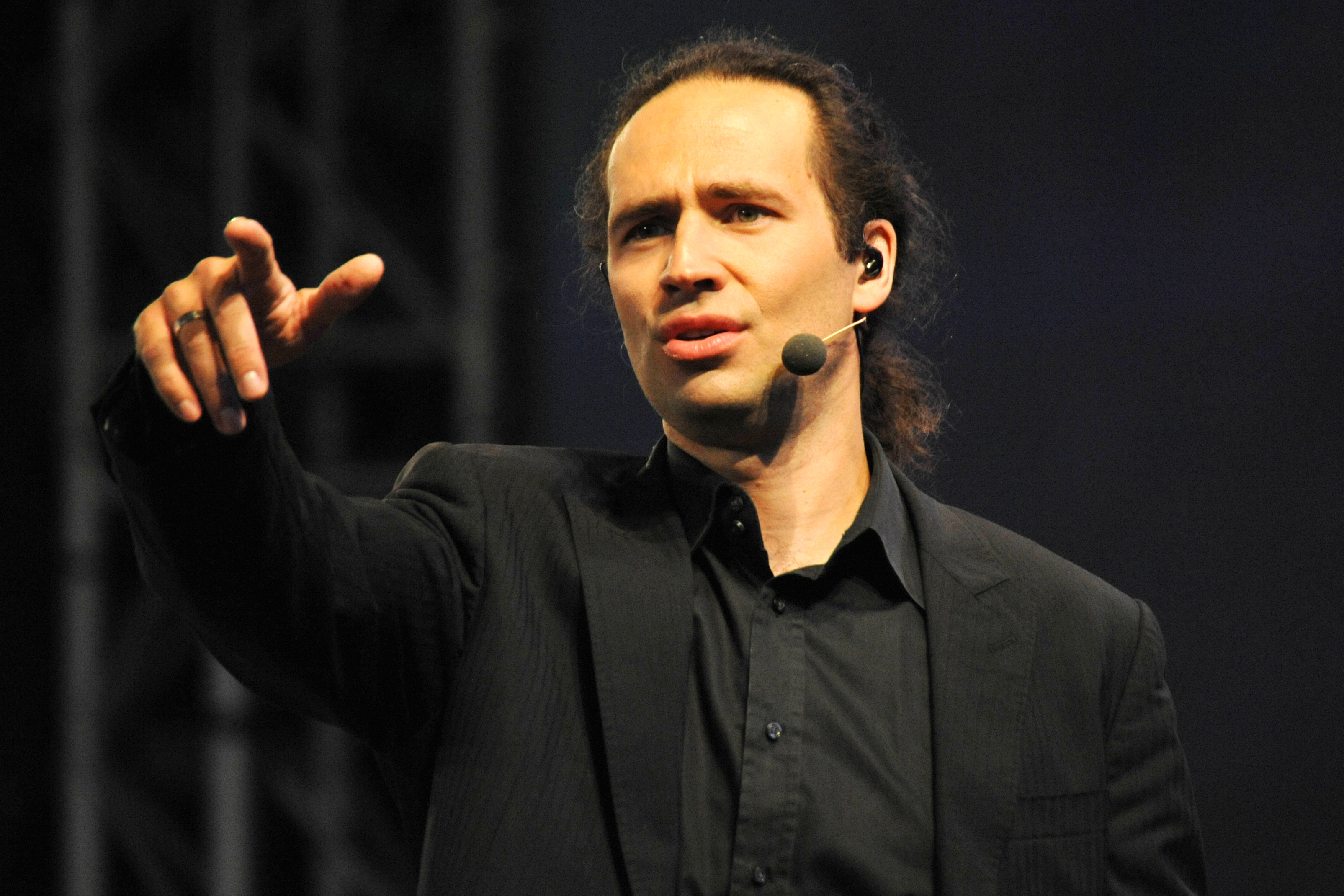
Edzard « Eddi » Hüneke.
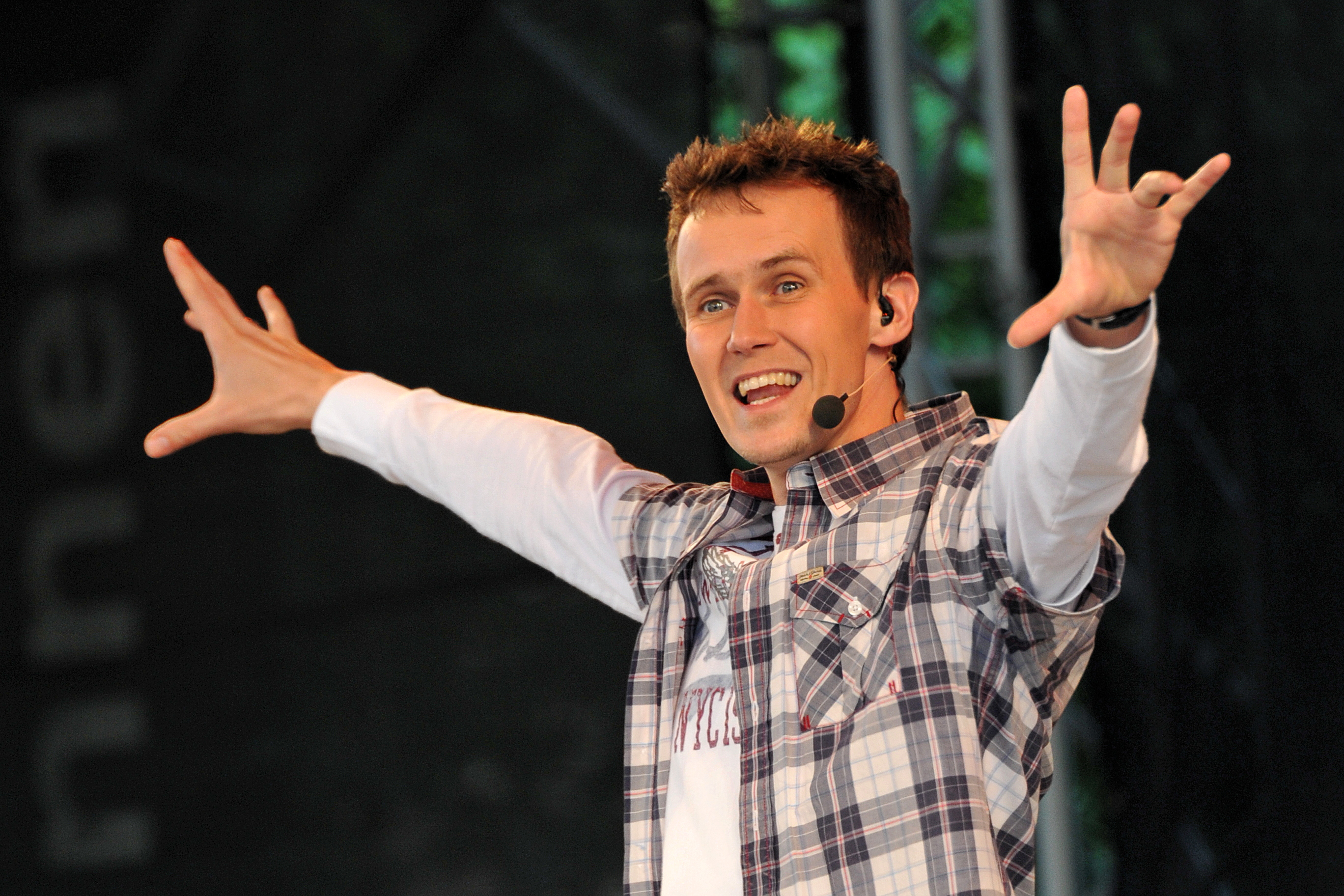
Marc « Sari » Sahr.
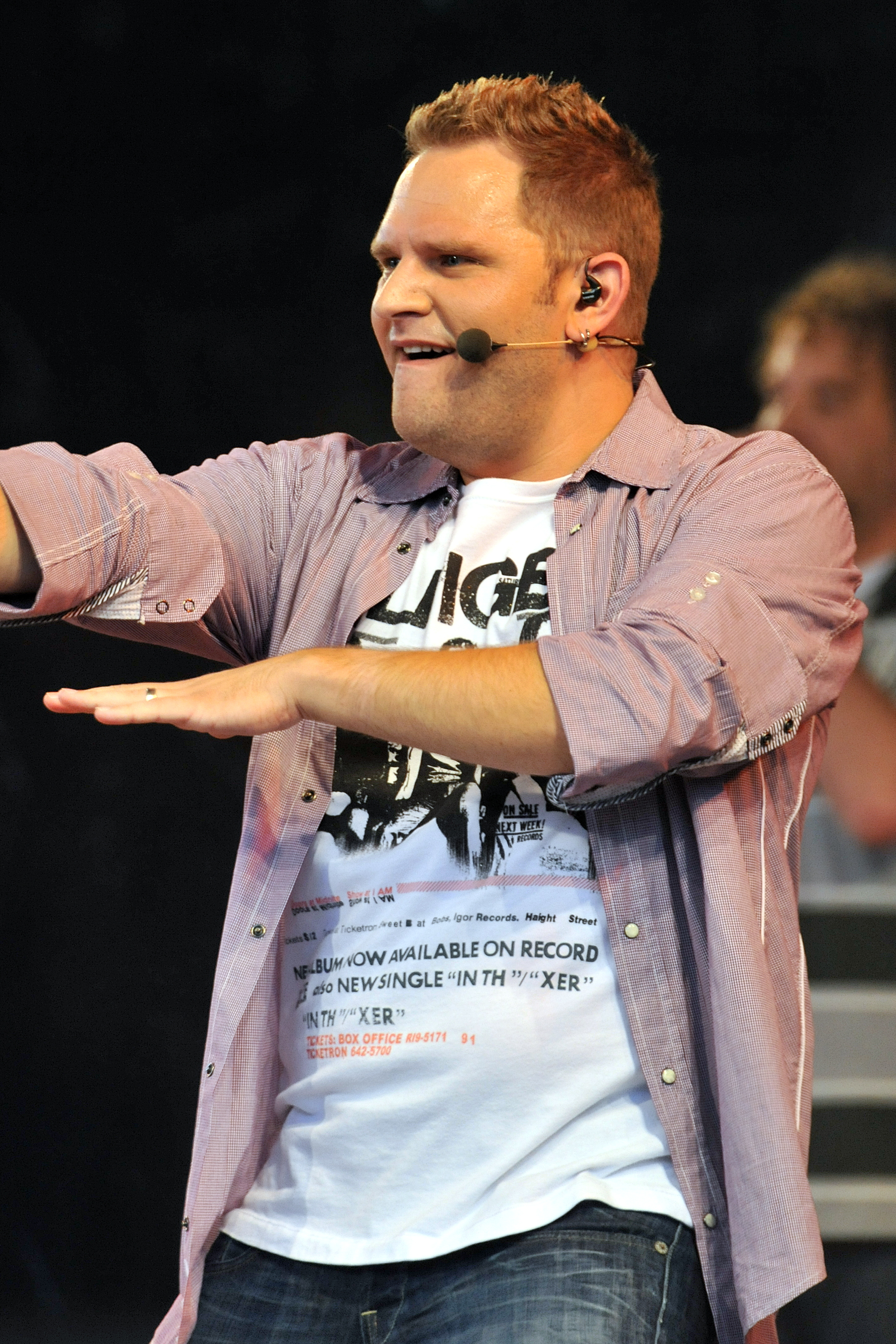
Nils Olfert.
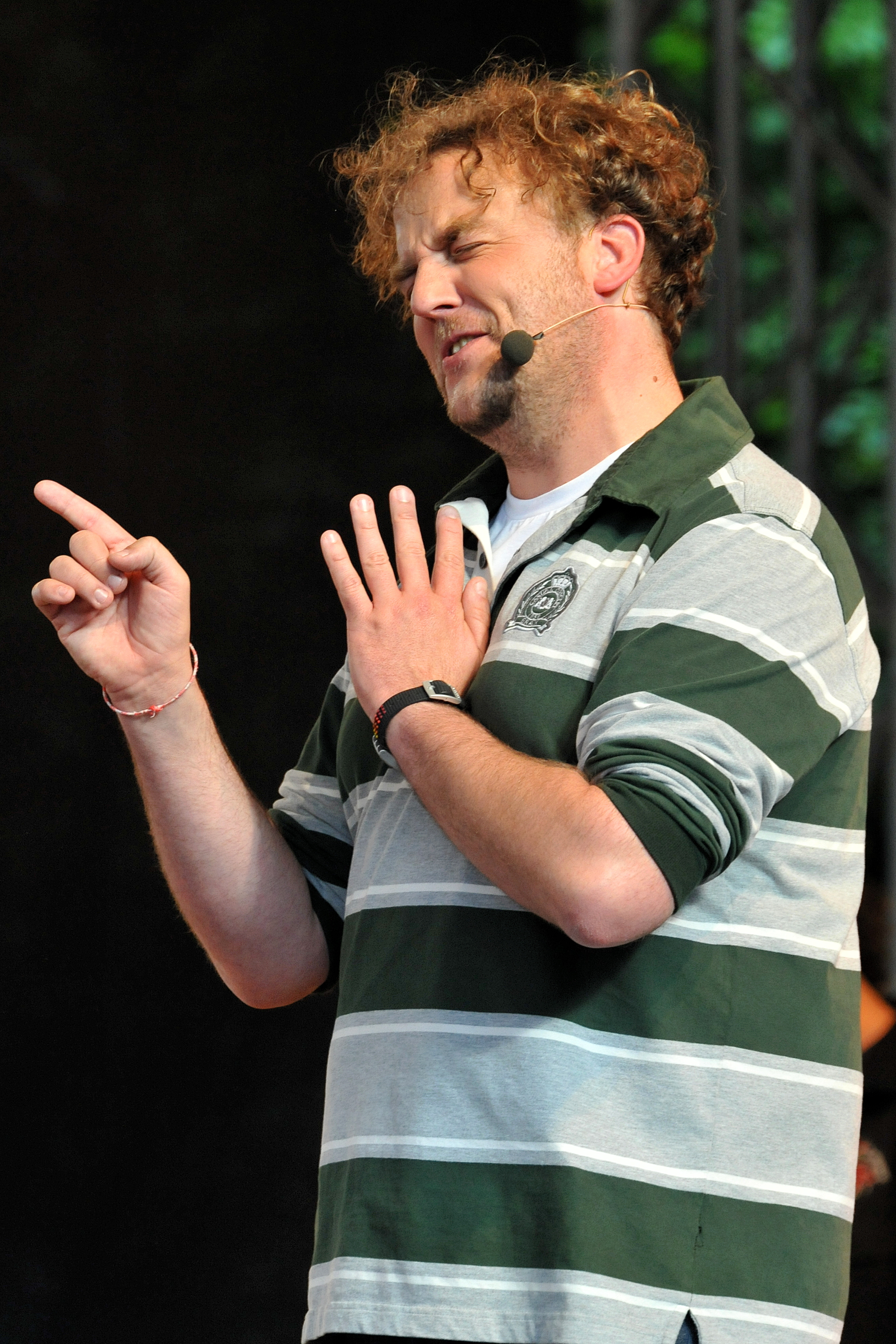
Daniel « Dän » Dickopf.
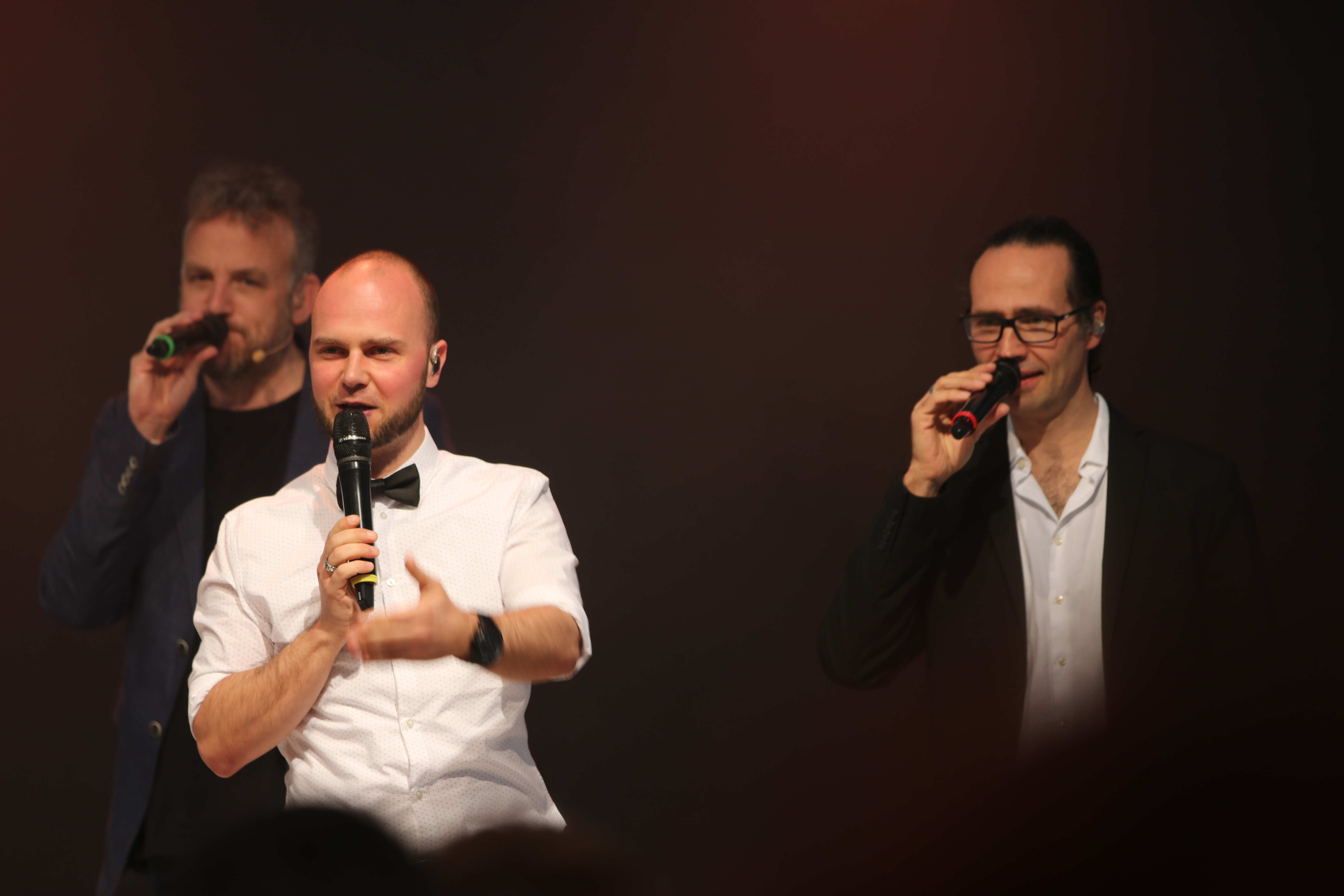
Björn Sterzenbach (au premier plan).
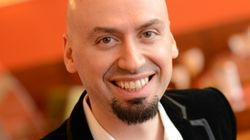
Andrea Figallo.

## Discographie

### Albums studio
- 1994 : Dut-Dut-Duah!
- 1996 : Haarige Zeiten
- 1997 : Alles im grünen Bereich
- 1999 : Skandal
- 2000 : Live (93e place en Allemagne)
- 2001 : Ganz weit vorne (49e place en Allemagne)
- 2003 : Klartext (10e place en Allemagne)
- 2004 : Wo der Pfeffer wächst (13e place en Allemagne, disque d'or avec 100 000 exemplaires vendus[13])
- 2006 : Radio  (3e place en Allemagne)
- 2008 : Frei!  (2e place en Allemagne, 67e en Autriche)
- 2010 : Klassenfahrt
- 2012 : Zwei Welten (prix Echo 2013[14])

### Singles
- 1996 : (Die Frau hat) Rhythmus
- 1997 : Alles Banane
- 1999 : Nein, Nein, Nein!
- 2000 : Die Heldensage vom heiligen Ewald
- 2001 : Höher Schneller Weiter
- 2001 : Jetzt ist Sommer  (78e place en Allemagne)
- 2001 : Wenn sie tanzt
- 2002 : Kinder'
- 2004 : Früher  (51e place en Allemagne)
- 2005 : Weltmeister  (38e place en Allemagne)
- 2006 : Klinsi, warum hast du das getan?